# Clea cambojiensis
Clea cambojiensis is een slakkensoort uit de familie van de Buccinidae. De wetenschappelijke naam van de soort is voor het eerst geldig gepubliceerd in 1861 door Reeve.